# Charles de Noyelle

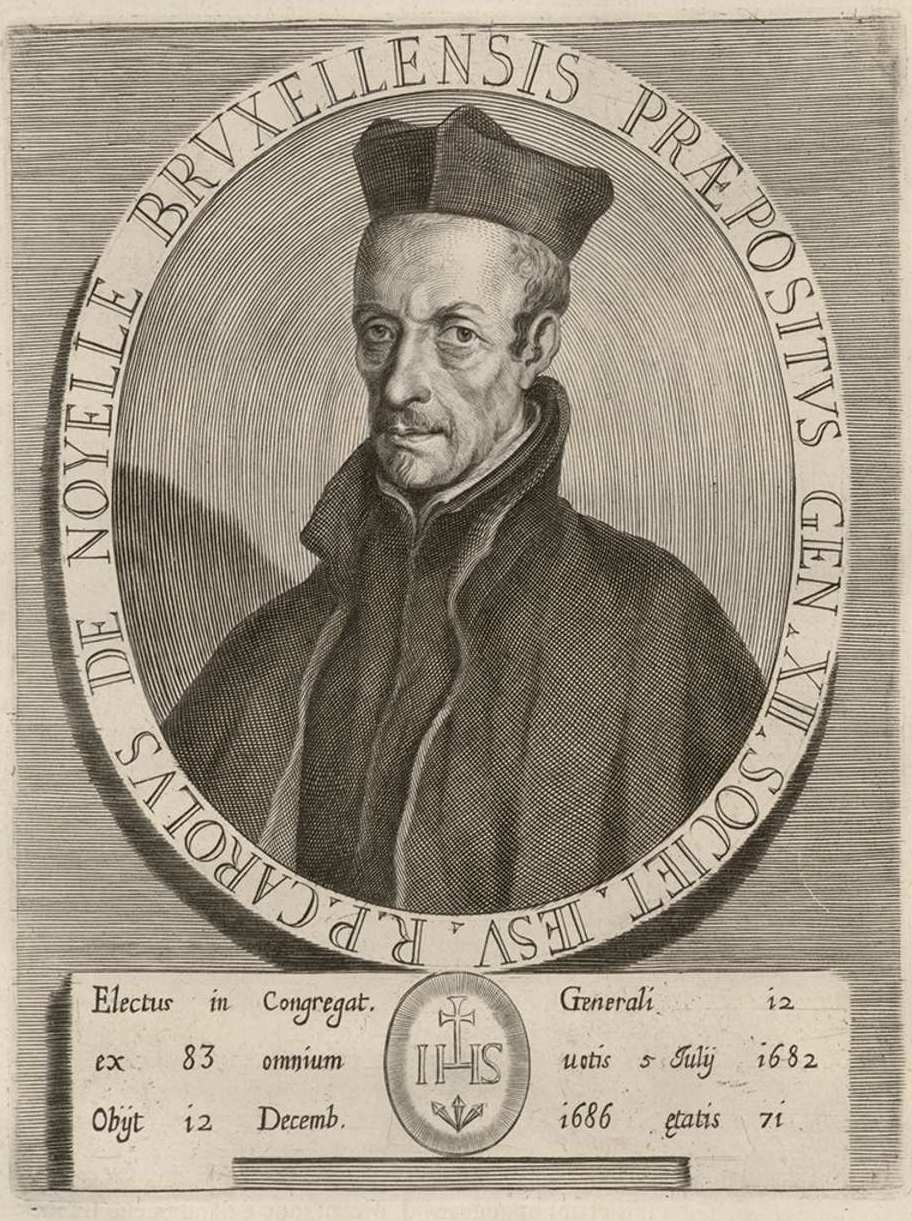
Charles de Noyelle. Grabado de Arnold van Westerhout para los Ritratti de' prepositi generali della Compagnia di Gesù delineati, ed incisi da Arnaldo Van Westherhout, Roma, 1748. Biblioteca Nacional de España.

Charles de Noyelle (Bruselas, 27 de agosto de 1615-Roma, 12 de diciembre de 1686) fue un sacerdote jesuita belga y décimo segundo Prepósito General de la Compañía de Jesús.

## Formación
Cursó estudios secundarios en Mons e Ypres y a los quince años (1630) entró en la Compañía de Jesús. Estudió Teología y Filosofía en Lovaina y fue ordenado sacerdote en 1644. Enseñó Teología en Amberes y fue Rector en la Escuela de Cortrique durante tres años hasta que fue a Roma para ser subsecretario de la Compañía.

## En Roma
Nada más ser elegido Superior Giovanni Paolo Oliva le nombró su asistente para las Provincias Germánicas, cargo que ocupó durante más de veinte años.
Fue elegido sucesor de Oliva por unanimidad y en la primera votación en la Congregación General que siguió a su muerte, siendo este el único caso de una elección unánime de General de la Compañía (exceptuando a San Ignacio de Loyola).

## Generalato
Tuvo que enfrentarse a la controversia del Galicanismo entre el papa Inocencio XI y el rey francés Luis XIV lo que causó dificultades a la Compañía en Francia.
También se enfrentó a problemas en China debido a la Disputa de los Ritos y a la acusación de insumisión de misioneros jesuitas en China que no aceptaban la autoridad de los vicarios apostólicos nombrados por la Propaganda Fide.